# Resident Evil: Dead Aim
Resident Evil: Dead Aim (jap. ガンサバイバー4 バイオハザード HEROES NEVER DIE, Gan Sabaibā 4: Biohazard Heroes Never Die für Gun Survivor 4: Biohazard Heroes Never Die) ist ein exklusiver Titel der Resident-Evil-Reihe für die PlayStation 2. Es handelt sich hierbei um den vierten Pistolen-Shooter-Teil, der die Lichtpistole G-Con unterstützt.

## Handlung
Obwohl die Umbrella Corporation tausende Unschuldige auf dem Gewissen hat, entwickelt sie weiterhin biologische Waffen. Vor drei Tagen wurde in der Pariser Zweigstelle des Umbrella Entwicklungszentrums der T-Virus gestohlen. Ein Luxus-Kreuzfahrtschiff, Eigentum der Umbrella Corporation, mit wichtigen Personen aus verschiedenen Ländern an Bord wurde gestern entführt. Nun ist es die Aufgabe von Bruce McGivern, die Sachlage aufzuklären und nach Möglichkeit die Täter zu fassen. Gleich nach seinem Eintreffen auf dem Schiff findet er heraus, dass Morpheus D. Duvall hinter allem steckt. Nur durch die Hilfe von einer Unbekannten konnte er das erste Zusammentreffen mit ihm überleben. Wie sich herausstellt, wurde Morpheus von der Umbrella Corporation gefeuert und setzte in seinem Wahn die gesamte Besatzung des Schiffes dem T-Virus aus. Sich selbst infizierte er später auch, um die vollendete Macht zu bekommen. Im Kampf gegen die Zombies trifft Bruce die Unbekannte wieder, die sich als Fongling vorstellt und die gleiche Mission wie er vom chinesischen Sicherheitsministerium bekommen hat. Anfangs lehnt diese die Zusammenarbeit ab, merkt jedoch schnell, dass sie diese Situation nicht im Alleingang überleben können. Sie finden Morpheus, der nun selbst infiziert ist und nun unsterblich scheint. Da er ihnen überlegen ist, müssen sie fliehen. Im Steuerraum des Schiffes merken sie, dass das Schiff auf einen Berg zufährt, der aus dem Atlantik empor ragt. Das Schiff kann nicht umgelenkt werden, und so beschließen sie Morpheus, festzunehmen und danach zu fliehen. Nur ist dieser längst verschwunden. Das Schiff zerbirst an dem Gebirge; niemand konnte diese Explosion überlebt haben. Bruce und Fongling finden sich auf einer Insel wieder, die eine verlassene Forschungsanstalt der Umbrella Corporation beherbergt. Keiner der beiden weiß, dass der andere noch lebt, da sie getrennt wurden. Schon in der Anfangsphase der Untersuchung der Insel wird klar, dass Morpheus bereits hier war, und so geht die Suche nach ihm weiter.

## Hauptpersonen
Bruce McGivern: Der 27-Jährige ist verdeckter Ermittler für das Anti-Umbrella-Ermittlungsteam des Strategischen Befehlshabers der USA (U.S. STRATCOM). Er zeichnet sich durch einen ausgeprägten Gerechtigkeitssinn aus. Er nimmt jede Mission ernst, handelt aber oft leichtsinnig und ohne Rücksicht auf sein eigenes Leben, um die üblen Machenschaften zu durchkreuzen.
Fongling: Die 25-Jährige arbeitet für das chinesische Sicherheitsministerium. Sie verhaftete ihren eigenen Bruder auf Befehl ihrer Regierung und dieser wurde am selben Tag hingerichtet. Trotz dieser Begebenheit hat sie keinerlei negative Meinungen gegen ihre Vorgesetzten. Seit diesem Ereignis schottet sie aber jegliche Emotionen ab.
Morpheus D. Duvall: Der 32-Jährige war Mitglied der Umbrella Forschungs- und Entwicklungsabteilung, wurde jedoch gefeuert, nachdem sich herausstellte, dass er für die Ereignisse in Racoon City verantwortlich ist. Mit seinen fanatischen Anhängern entführte er das Kreuzfahrtschiff und setzte in seinem Wahnsinn seine Gefolgsleute dem T-Virus aus.